# 天主教穆卡切沃教區
天主教穆卡切沃教區（拉丁語：Dioecesis Munkacsiensis Latinorum）是羅馬天主教在烏克蘭的一個教區，屬利沃夫總教區。
教區範圍包括外喀爾巴阡州，教座位於穆卡切沃。2010年有教友58,000人。教區下轄九十七個堂區，有三十五名司鐸。現任主教為安多尼·毛伊奈克，輔理主教為尼各老·伯多祿·盧喬克。
外喀爾巴阡宗座署理區於1993年8月14日成立，2002年3月27日升為教區。